# Heh

Ḥeḥ, Huh, Hah, Hauh, Huah ali  Hehu je bil poosebljenje neskončnosti ali večnosti v hermopolski ogdoadi egipčanske mitologije. Njegovo ime je prvotno pomenilo poplavo in je bilo povezano z vodnim kaosom pred stvaritvijo sveta. Za Egipčane je bil  kaos neskončen  v primerjavi s končnim svetom.  Heh je bil v tem smislu tudi poosebljenje prvobitnih voda. Hehova ženska dvojnica je bila  boginja Hehut, ki je preprosto ženska oblika njegovega imena.
Heh se je, tako kot drugi moški aspekti ogdoade, pogosto upodabljal kot žaba ali človek z žabjo glavo. Ženski aspekti ogdoade so se upodabljali kot kače ali ljudje s kačjo glavo. Žabjo glavo, ki  je simbolizirala plodnost, ustvarjenje in obnavljanje, so imeli tudi drugi moški člani ogdoade: Kek, Amun in Nun.  Heha so upodabljali tudi kot čepečega človeka s palmovo vejo v vsaki ali samo eni roki. Včasih je imel palmovo vejo zataknjeno v laseh. Palmova veja s številnimi poganjki, ki so pomenili leta, je simbolizirala dolgo življenje. Na takšnih upodobitvah sta bila na koncu vej pogosto obroča šen, ki sta pomenila neskončnost. Hehovo ime so s hieroglifi pogosto pisali z znakom za milijon, ki je bil v staroegipčanski matematiki enakovreden neskončnosti. Heh je bil zato znan tudi kot "bog milijonov let".

## Izvor in mitologija
Prvoten pomen egipčanske besede ḥeḥ  je bil "milijon" ali "milijoni". Heh je bil v egipčansko mitologijo privzet kot bog neskončnosti. On in njegova ženska dvojnica Hehut  sta predstavljala enega od štirih parov hermopolske ogdoade, panteona osmih bogov, katerih kultno središče je bil Hermopolis Magna. Bogovi Heh in Hehat, Nun in Nunet, Amun in Amunet ter Kuk in Kauket so se srečali v kataklizmičnem dogodku iz katerega je vzšlo sonce (in njegovo pobóženo poosebljenje Amun).

## Oblike in ikonografija
Bog Heh se je običajno upodabljal kot moški z božansko brado in lasuljo. Običajno je klečal na enem kolenu, včasih v košari, ki je pomenila "vse". V vsaki roki je držal palmovo vejo, ki je simbolizirala čas ali leto. Včasih je imel v laseh zataknjeno tudi tretjo palmovo vejo. 
V staroegipčanski numerologiji so bogovi predstavljali števila v decimalnem številskem sistemu. Heh je predstavljal številko 1.000.000.

## Kult in čaščenje
Poosebljeni, včasih abstraktni bog neskončnosti Heh ni imel nobenega znanega kultnega središča ali templja. Njegovo čaščenje se je vrtelo okoli simbolike in osebnega prepričanja. Njegova podoba in ikonografski elementi odražajo željo po milijon letih življenja ali vladanja. Bog se je zato pogosto upodabljal na amuletih, prestižnih predmetih in kraljevi ikonografiji od poznega Starega kraljestva, ko so ga začeli povezovati s faraonom in njegovo željo po dolgem življenju. V grobnici faraona Tutankamona, na primer, se pojavlja v dveh kartušah, v katerih je kronan s skarabejem z razprtimi krili, ki je simboliziral obstoj on sončev disk. Hehova prisotnost v Tutankamonovi grobnici je pomenila garancijo za "milijone let" v posmrtnem življenju.

## Vira
- Barta, Winfried (1992). "Die Bedeutung der Personifikation Huh im Unterschied zu den Personifikationen Hah und Nun".  Göttinger Miszellen 127 (1992): 7–12.
- Seawright, Caroline. "Heh and Hauhet, Deities of Infinity and Eternity". N.p., 21. maj 2002.